# Мауерн
Мауерн (њем. Mauern) општина је у њемачкој савезној држави Баварска. Једно је од 24 општинска средишта округа Фрајзинг. Према процјени из 2010. у општини је живјело 2.730 становника. Посједује регионалну шифру (AGS) 9178142.

## Географски и демографски подаци
Мауерн се налази у савезној држави Баварска у округу Фрајзинг. Општина се налази на надморској висини од 435 метара. Површина општине износи 24,1 km². У самом мјесту је, према процјени из 2010. године, живјело 2.730 становника. Просјечна густина становништва износи 113 становника/km².